# Tanaecia satapana
Tanaecia satapana är en fjärilsart som beskrevs av Hans Fruhstorfer 1913. Tanaecia satapana ingår i släktet Tanaecia och familjen praktfjärilar. Inga underarter finns listade i Catalogue of Life.